# 坊沢
坊沢（ぼうざわ）は、秋田県北秋田市鷹巣地域の大字。郵便番号018-3333。
本項では同地域にかつて存在した北秋田郡坊沢村（ぼうざわむら）についても記す。

## 地理
北秋田市中心部の西方一帯にあたる。東で脇神・鷹巣、東・北で綴子、南で木戸石・上杉、西で今泉・前山・黒沢および能代市二ツ井町麻生と隣接する。米代川の両岸にまたがり、右岸を奥羽本線・国道7号・秋田県道196号坊沢鷹巣線が、左岸を秋田県道197号木戸石鷹巣線・秋田県道325号大館能代空港西線が通過する。

### 山岳
- 蟹沢山

### 河川

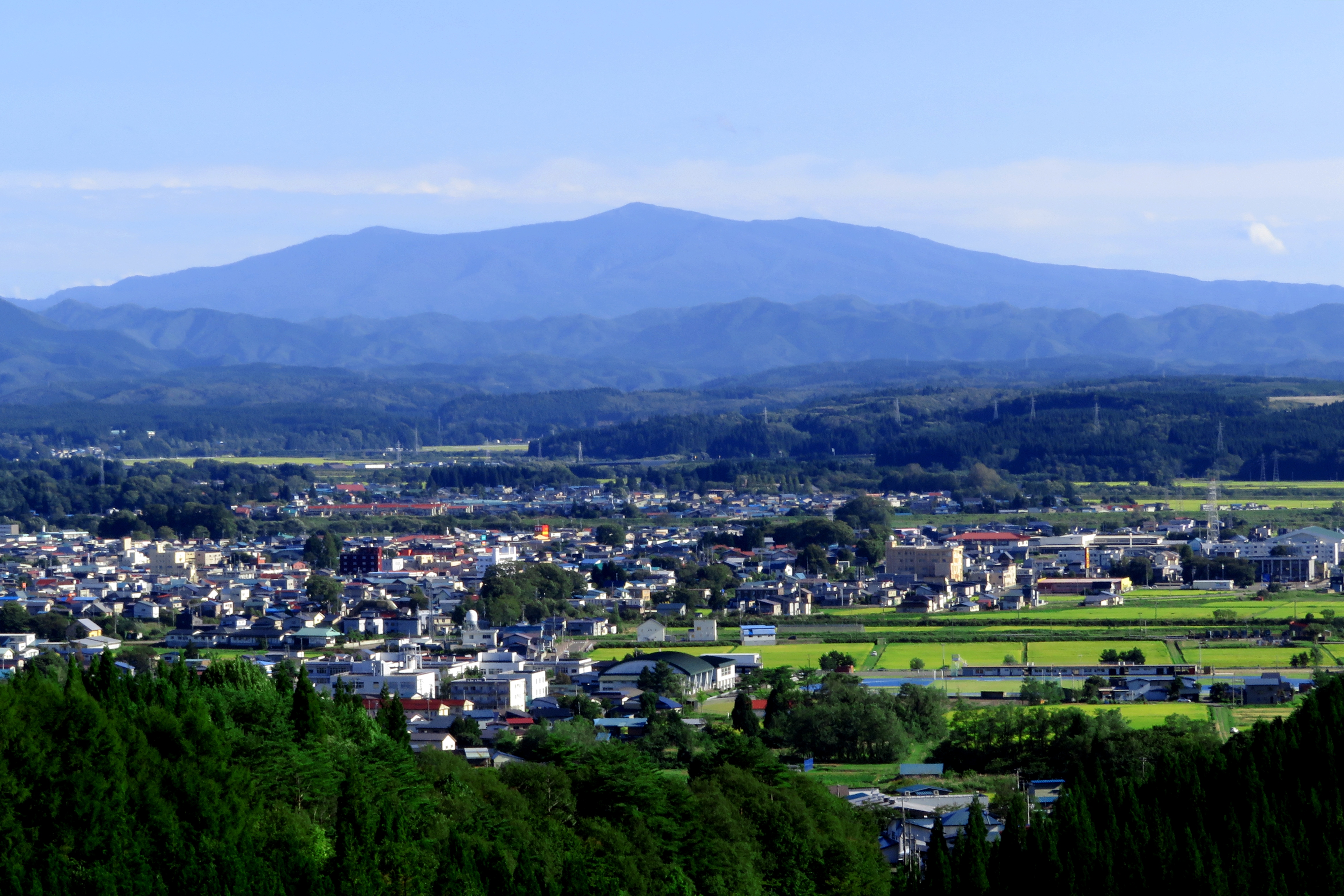
慶祝森林自然公園から望む森吉山

- 米代川

### 小字
- 伊勢堂下
- 内天道
- 内丸
- 善千鳥坂
- 上野
- 大野沢尻
- 大野尻
- 大野深沢
- 大野道脇
- 大野宮後
- 大向
- 大柳岱
- 大柳岱屋敷
- 影ノ沢
- 上沼尻
- 上柳生
- 観音堂岱
- 桐木沢
- 胡桃館
- 才ノ神
- 佐助沢
- 下タ上野
- 下三九郎岱
- 下沼尻
- 下柳生
- 炭焼沢口
- 相善岱
- 相善岱尻
- 高館沢
- 館ノ越
- 塚ノ岱
- 槻木岱
- 綱前
- 天道
- 中岱
- 中柳生
- 根小屋沢
- 畑ケ沢
- 冷水袋
- 冷水袋下袋
- 深沢
- 深関街道下
- 深関沢
- 深関沢尻
- 福田
- 堀切
- 坊ケ沢
- 前谷地
- 水上沢
- 三ツ屋岱
- 三ツ屋岱下悪戸
- 柳生
- 屋敷
- 屋敷岱
- 横道街道下
- 横道沢
- 横道沢尻

## 歴史

### 沿革
- 1889年（明治22年）4月1日 - 町村制の施行により、近世以来の坊沢村が単独で自治体を形成。
- 1955年（昭和30年）4月1日 - 坊沢村が鷹巣町・栄村・七座村・沢口村と合併し、改めて鷹巣町が発足。同日坊沢村廃止。
- 2005年（平成17年）3月22日 - 鷹巣町が合川町・森吉町・阿仁町と合併して北秋田市が発足。

## 交通

### 鉄道路線
東日本旅客鉄道の奥羽本線が通過するが、駅は所在しない。

### 道路
- 日本海沿岸東北自動車道（E7 秋田自動車道）
  - 鷹巣西道路
    - 22 伊勢堂岱IC（2020年12月13日開通[3]）
    - 21 蟹沢IC（2020年12月13日開通）
- 国道7号
- 秋田県道196号坊沢鷹巣線
- 秋田県道197号木戸石鷹巣線
- 秋田県道325号大館能代空港西線

## 施設
- 永安寺
- 神明社
- 津谷内科
- 坊沢郵便局
- 坊沢公民館
- 胡桃館遺跡
- 鷹巣西駐在所

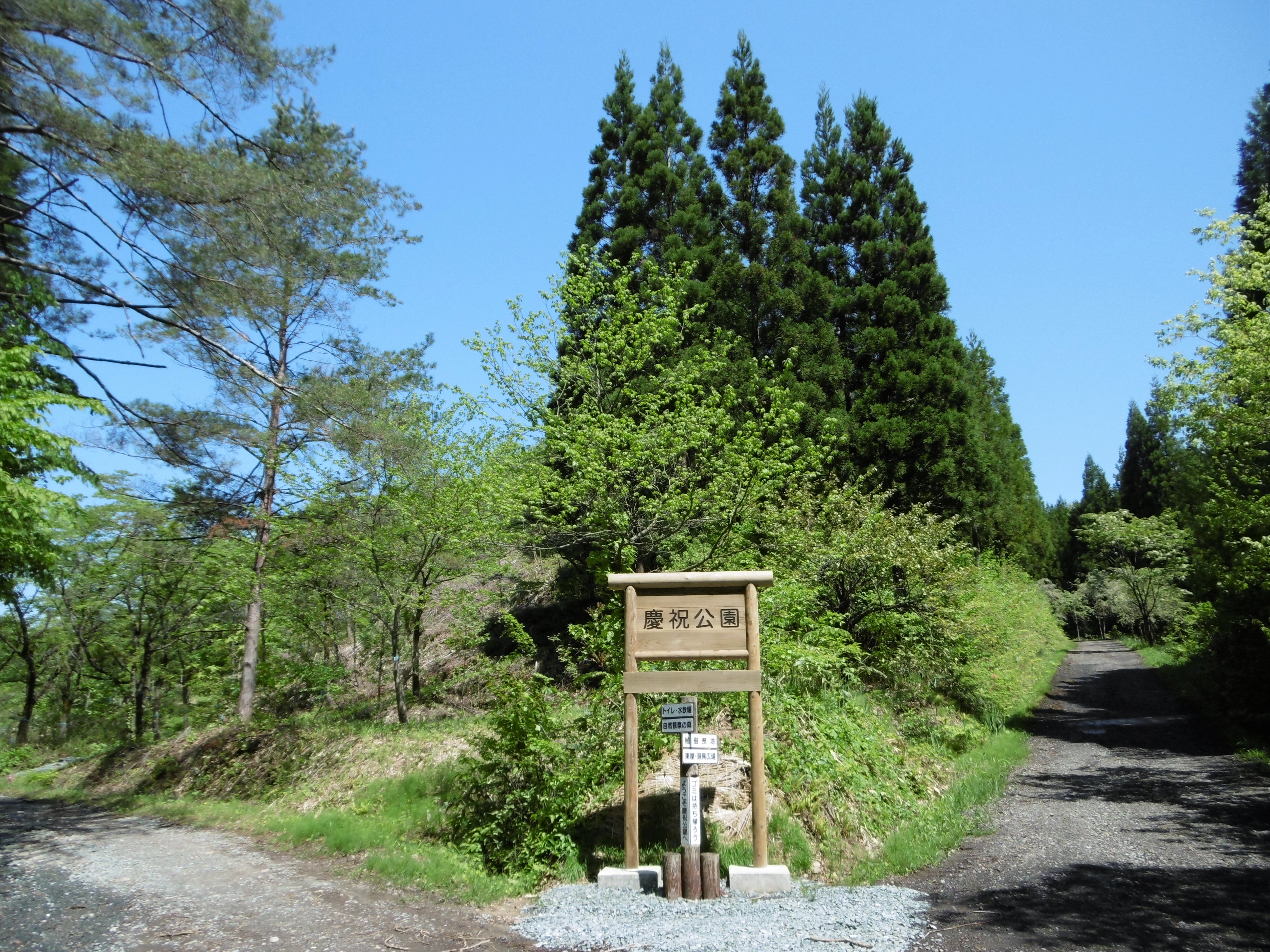
慶祝森林自然公園
- 大野台ゴルフクラブ
- 北秋田市鷹巣運動公園
- 北秋田市立鷹巣中学校
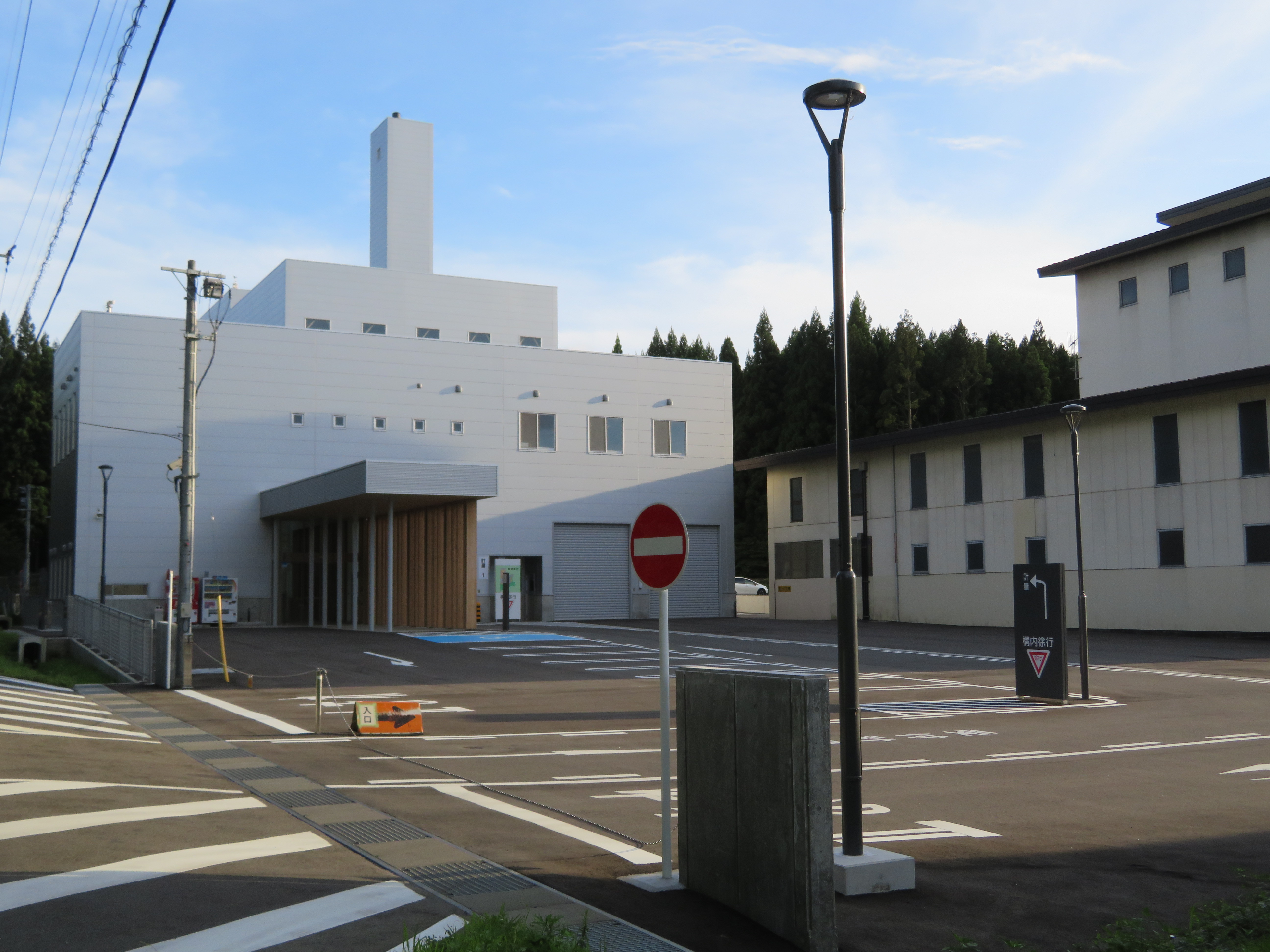
クリーンリサイクルセンター
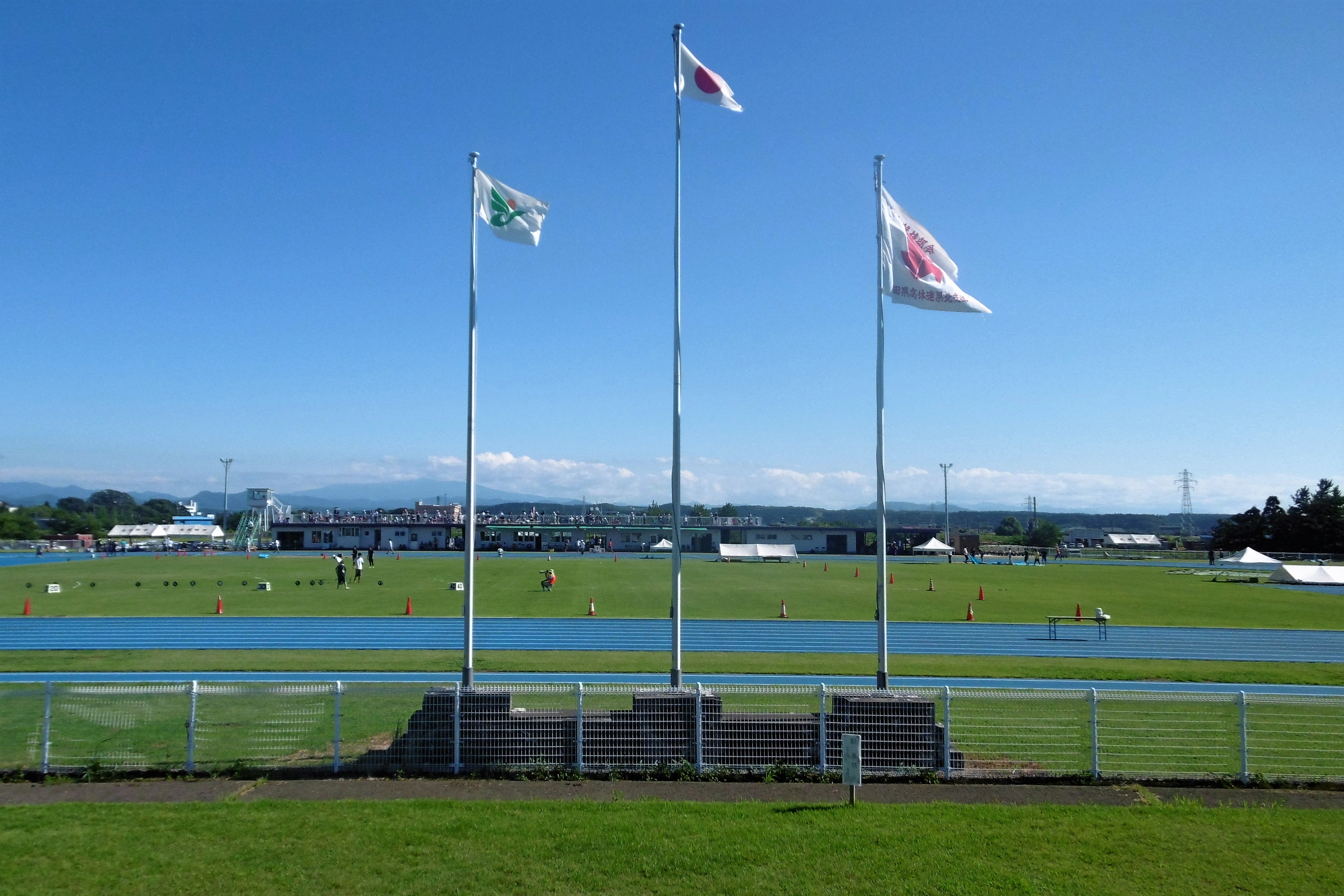
鷹巣陸上競技場

- 五義民の碑
- 白川志賀右衛門顕彰碑、徳右衛門の力石

- 慶祝森林自然公園
- クリーンリサイクルセンター
- 鷹巣陸上競技場

## 出身者
- 桐沢嘉六 - 江戸中期坊沢の長崎家に生まれ、江戸の（中央区日本橋）牡殻町に居住し、竹田人形（カラクリ仕掛けで動く人形）という彫刻に没頭した。その後、金沢の前田氏に召し出され、土木工事における技術面の進歩に貢献して重用された。城が完成すると秘密が漏れることを恐れ、密かに暗殺されたとも言われる。「桐沢」は坊沢永安寺の山号「桐沢山」から取ったもの[4]。
- 長崎七左衛門 - 江戸時代の老農。
- 白川志賀右衛門 - 江戸時代の大関。横綱は存在しない時代なのでその当時の最高位。
- 戸嶋靖昌[5] - 画家 : 幼少期・青年期を坊沢で過ごす。